# Remo – obeväpnad, men livsfarlig
Remo – obeväpnad, men livsfarlig är en amerikansk film från 1985. Huvudrollen Remo Williams är hämtad från en bokserie utgiven från början av 1970-talet.

## Handling
Efter ett mordförsök blir en polis tagen för död. I själva verket har en underjordisk organisation, CURE, rekryterat honom för att bli lönnmördare för USA:s regering. Remo (Fred Ward), som blir hans nya namn, tränas i den uråldriga kampsporten Sinanju av dess nuvarande mästare Chiun (Joel Grey), men eftersom CURE:s chef, Harold Smith (Wilford Brimley), har problem med en vapenfabrikant som förskingrar pengar från försvarsbudgeten, "lånar" han Remo för ett första uppdrag.

## Om filmen
Filmen är baserad på en lång rad böcker av Warren Murphy och Richard Sapir (The Destroyer Series).

## Kuriosa
Filmen blev nominerad till en Oscar för bästa smink.

## Rollista (i urval)
- Fred Ward – Remo Williams
- Joel Grey – Chiun
- Wilford Brimley – Harold Smith
- J.A. Preston – Conn MacCleary
- George Coe – Gen. Scott Watson
- Charles Cioffi – George Grove
- Kate Mulgrew – Maj. Rayner Fleming
- Patrick Kilpatrick – Stone
- Michael Pataki – Jim Wilson
- Davenia McFadden – trafikpolis
- Cosie Costa – Pvt. Damico
- J.P. Romano – Boomer #1
- Joel Kramer – Boomer #2
- Frank Ferrara – Boomer #3
- Marv Albert – Sportkommentator